# NGC 501
NGC 501 es una galaxia elíptica de la constelación de Piscis. 
Fue descubierta el 28 de octubre de 1856 por el astrónomo William Parsons.